# Application Lifecycle Framework
Das Application Lifecycle Framework (ALF) war ein Eclipse Projekt zur Entwicklung eines offenen Application Lifecycle Management. Das Projekt wurde im Jahr 2008 mangels Interesse eingestellt.